# MoeTown
MoeTown er et engelsksproget album fra Joey Moe. Albummet blev udsendt i 2006.

## Spor
1. "Flip It (Like A DJ)"
2. "My Last Serenade"
3. "Miss Copenhagen"
4. "Cheating"
5. "If I Want To"
6. "Let My Song Make Love To You"
7. "Call 911"
8. "The Contract"
9. "Just Gotta Know"
10. "Crush"
11. "Goodbye"